# Ruellia tuberosa
Ruellia tuberosa är en akantusväxtart som beskrevs av Carl von Linné. Ruellia tuberosa ingår i släktet Ruellia och familjen akantusväxter. Inga underarter finns listade i Catalogue of Life. Arten finns inhemskt i Centralamerika men har senare blivit naturaliserad i många länder i den tropiska södern och i Sydostasien.
Vissa fjärilsarter som Junonia lemonias och Junonia genoveva äter bladen på Ruellia tuberosa.

## Bildgalleri

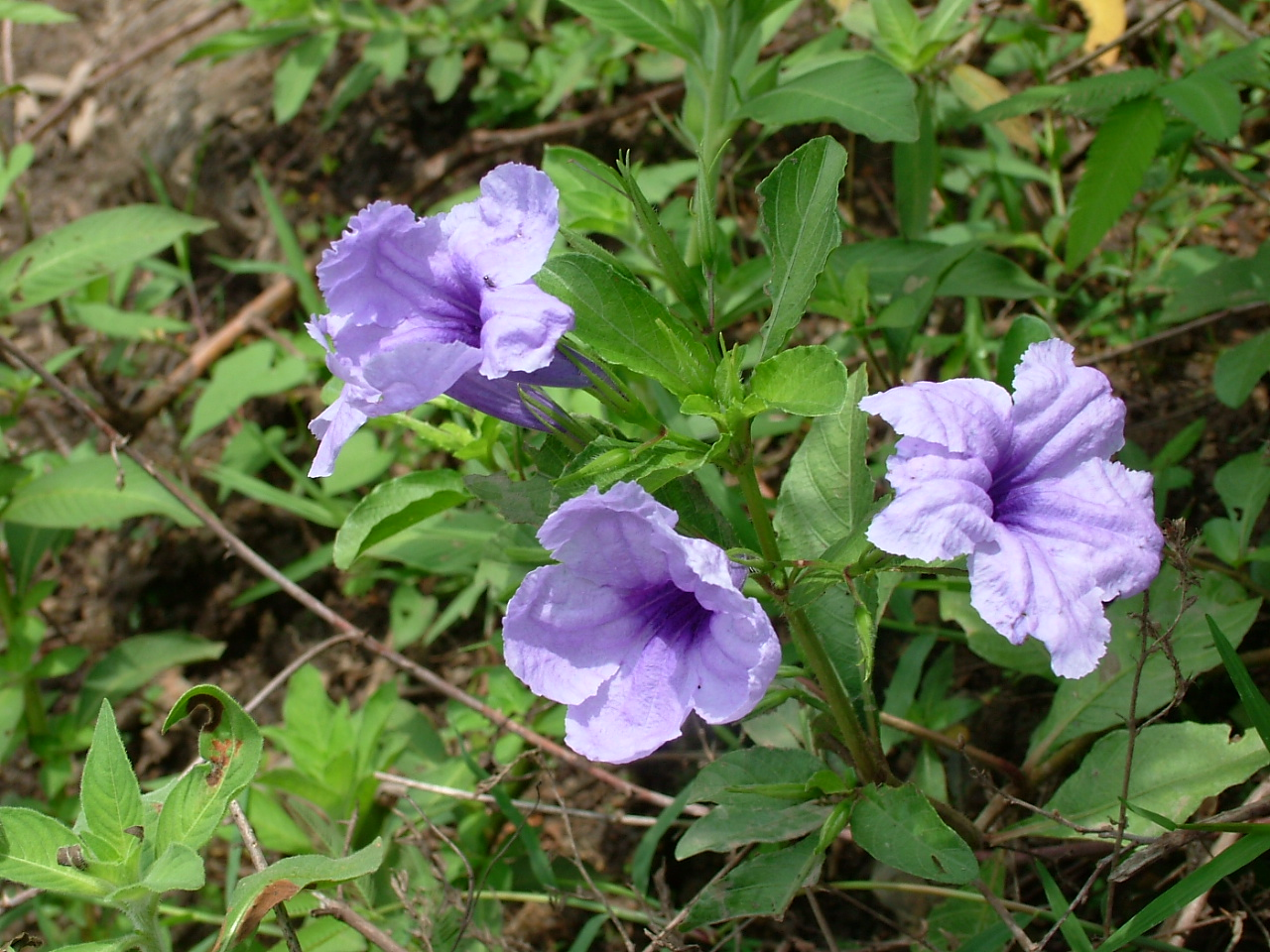
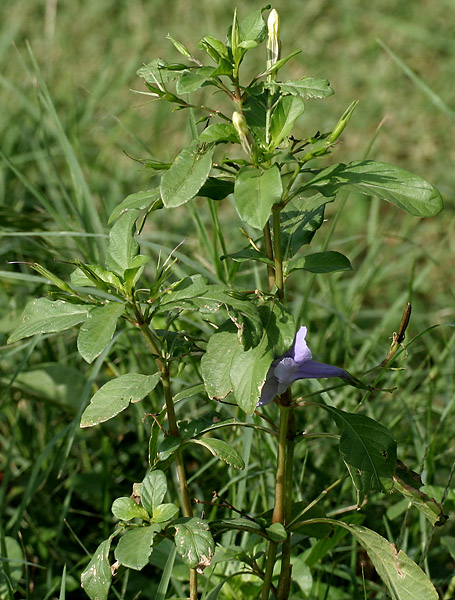
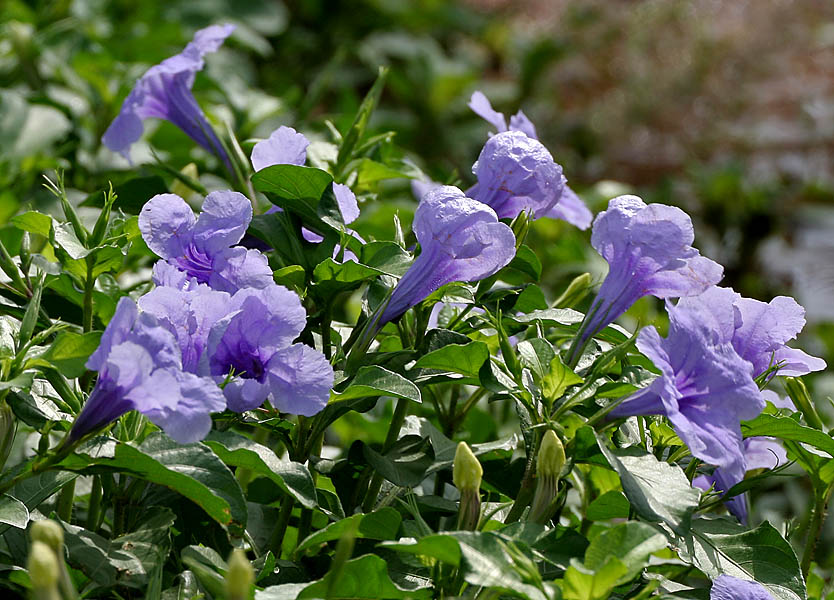